# Шеп ла Прери
Шеп ла Прери (фр. Cheppes-la-Prairie) насеље је и општина у североисточној Француској у региону Шампањ-Арден, у департману Марна која припада префектури Шалонс ан Шампањ.
По подацима из 2011. године у општини је живело 176 становника, а густина насељености је износила 8,79 становника/km². Општина се простире на површини од 20,02 km². Налази се на средњој надморској висини од 91 метар.

## Демографија
| 1962. | 1968. | 1975. | 1982. | 1990. | 1999. | 2011. |
| ----- | ----- | ----- | ----- | ----- | ----- | ----- |
| 191   | 226   | 208   | 200   | 196   | 177   | 176   |

График промене броја становника у току последњих година